# 노토가와역
노토가와역(일본어: 能登川駅, のとがわえき 노토가와에키[*])은 일본 시가현 히가시오미시에 위치한 서일본 여객철도의 역이다.

## 승강장
단식과 섬식 승강장이 섞인 혼합형 승강장으로 2면 3선의 지상역이다. 역사는 고가 형태로 건설되어 있다. 2003년에 증축된 역사는 구 노토가와 정의 심볼인 수차를 모티브로 하고 있다. 어번 네트워크의 일부로 이코카의 사용이 가능하다.
| 1 | ■ 비와코 선 (하행) | 구사쓰 · 교토 · 오사카ㆍ히메지 방면 |
| 2 | ■ 비와코 선 (상행) | 마이바라 · 나가하마 방면            |
| 3 | ■ 비와코 선 (상행) | (상행 대피선)                       |

## 승차량 변동
| 회사      | 승차 인원 | 승차 인원 | 승차 인원 | 승차 인원 | 승차 인원 | 승차 인원 | 승차 인원 | 승차 인원 | 주 석 |
| 회사      | 1993년    | 1994년    | 1995년    | 1996년    | 1997년    | 1998년    | 1999년    | 2000년    | 주 석 |
| --------- | --------- | --------- | --------- | --------- | --------- | --------- | --------- | --------- | ----- |
| JR 서일본 | 6057      | 6063      | 6207      | 6251      | 6206      | 6203      | 6198      | 6229      | [ 1 ] |
| 회사      | 2001년    | 2002년    | 2003년    | 2004년    | 2005년    | 2006년    | 2007년    | 2008년    |       |
| JR 서일본 | 6184      | 6115      | 6387      | 6630      | 6857      | 7065      | 7157      | 7340      | [ 1 ] |

## 역사
- 1889년 7월 1일: 일본국유철도의 세키가하라역 ~ 제제역 구간의 일부로서 개업하였다. 여객 및 화물의 취급이 개시된다.
- 1895년 4월 1일: 노선명칭의 제정에 따라 도카이도 선의 일부가 되었다.
- 1935년: 구 역사 완성
- 1946년: 과선교 완성
- 1972년 3월 15일: 화물 취급이 폐지된다.
- 1985년 3월 15일: 신쾌속의 정차가 개시되었다.
- 1987년 4월 1일: 소속이 서일본 여객철도로 변경되었다.
- 1998년 4월 7일: 자동 개찰기 'J스루'가 도입되었다. J스루 카드 자체는 2009년 3월 1일에 개찰기 및 정산기의 이용이 정지되었다.
- 2002년 3월 3일: 새 역사의 공사에 따라 가역사(假驛舍)의 사용이 개시되었다.
- 2003년 3월 15일: 고가화 된 새 역사가 개방되었다.
- 2003년 11월 1일: 이코카의 사용이 개시되었다.

## 인접정차역
| 서일본 여객철도 도카이도 본선 | 서일본 여객철도 도카이도 본선 | 서일본 여객철도 도카이도 본선 |
| ----------------------------- | ----------------------------- | ----------------------------- |
| 히코네 마이바라 방면          | ■ 비와코 선 신쾌속            | 오미하치만 히메지 방면        |
| 이나에 마이바라 방면          | ■ 비와코 선 쾌속 · 보통       | 아즈치 히메지 방면            |